# 忧郁 I
《忧郁 I》（1504）是德国的文艺复兴大师阿尔布雷希特·丢勒创作的一幅版画。它来自于一个有很多版本的寓言作品。这幅作品是古老印刷术的最著名作品之一，与他的《骑士，死亡和魔鬼》（1515）以及《研究中的圣杰罗姆》（1514）并称“大师版画”（Meisterstiche）。
作品的尺寸是 24×18.8cm.
画中主要人物是一名看似很悲伤的女性，她手中拿着一个圆规。在她的一侧有一个小天使坐在石头上写写画画。地上躺着一只病怏怏的狗。在人物四周都是一些平常的事物，比如钉子、锯子、刨子和球。在两个人物身后的墙上挂着天平、沙漏和风铃。在建筑物的背面是一个通向天空的梯子。在画面深处可以看见一座城市，太阳在天空放出光芒。在左上角三分之一处有一个彩虹，它跨过了太阳和标语。标语则是作品的主题：忧郁。